# Vicenzo Caccianemici

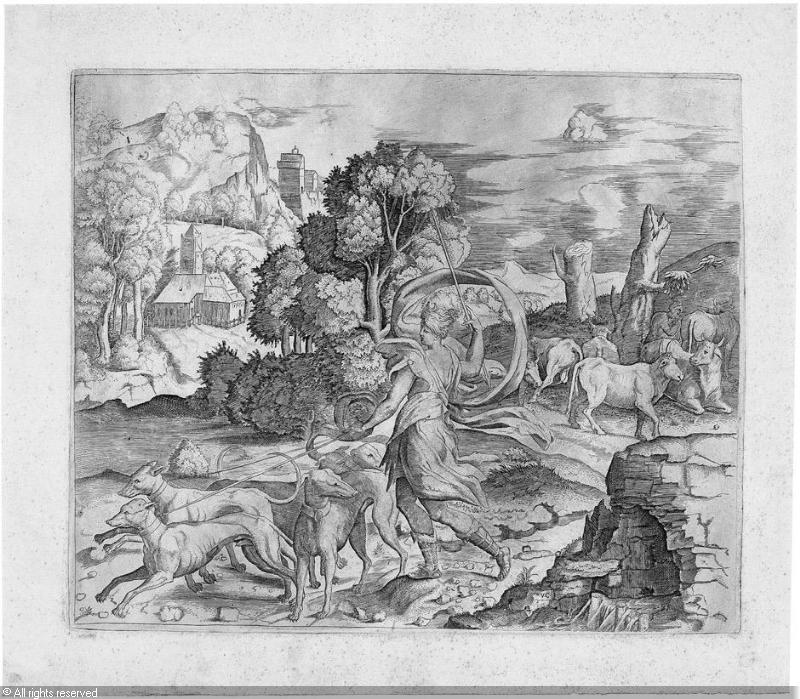
Incisione di Diana cacciatrice di Caccianemici.

Vicenzo Caccianemici (Bologna, ... – ...; fl. 1530) è stato un pittore e incisore italiano del Rinascimento.

## Biografia
Nacque a Bologna e fu allievo del Parmigianino. Vasari cita una sua opera nella cappella della famiglia degli Elefantuzzi nella Basilica di San Petronio a Bologna, raffigurante La decollazione di San Giovanni e un'altra immagine dello stesso soggetto, trattata diversamente, nella Cappella Macchiavelli della chiesa di Santo Stefano. Risultano anche alcune incisioni tra cui Diana che ritorna dall'inseguimento, un paesaggio, con una ninfa e cani, La morte di Abele, L'adorazione dei pastori, probabilmente da un disegno del Parmigianino, e infine un San Girolamo in una grotta.